# Peconus scriptanus
Peconus scriptanus är en insektsart som beskrevs av Paul W. Oman 1934. Peconus scriptanus ingår i släktet Peconus och familjen dvärgstritar. Inga underarter finns listade i Catalogue of Life.